# オーストラリアの学生新聞
オーストラリアの学生新聞（オーストラリアのがくせいしんぶん）

## 首都地域（ACT）
- オーストラリア国立大学 - Woroni

## ニューサウスウェールズ
- ニューイングランド大学 - Neucleus
- ニューサウスウェールズ大学 - Tharunka, Blitz
  - College of Fine Arts - Zing Tycoon
- シドニー大学 - Honi Soit, The Bull
- シドニー工科大学 (UTS) - Vertigo
- ウーロンゴン大学 - Tertangala
- ウェスタンシドニー大学 - The Western Onion

## クイーンズランド
- ジェームズクック大学 (ケアンズ・キャンパス) - The Bull Sheet
- ジェームズクック大学 (タウンズビル・キャンパス) - Bedlam
- クイーンズランド大学 - Semper Floreat

## 南オーストラリア
- アデレード大学 - On Dit
- フリンダース大学 - Empire Times
- 南オーストラリア大学 - Entropy

## タスマニア
- タスマニア大学 - Togatus (or Tog)

## ビクトリア
- ラトローブ大学 - Rabelais Student Media
- メルボルン大学 - Farrago
- モナシュ大学 - Lot's Wife
- ディーキン大学 - Crossfire
- ビクトリア大学  - Seed
- RMIT大学 - Catalyst

## 西オーストラリア
- 西オーストラリア大学 - Pelican

## 参照
- オーストラリアの大学
- オーストラリアの新聞
- 学生新聞